# クジラのソラ
『クジラのソラ』は、瀬尾つかさによる日本のライトノベル。イラストは菊池政治が担当。富士見ファンタジア文庫（富士見書房）より2006年9月から2007年11月まで刊行。

## ストーリー
10年前。地球は異星人の圧倒的艦隊を目の前に一戦も交えず全面降伏した。地球を制圧した異星人たちが地球の人間達に課したのは1つのシステム「ゲーム」。異星人が求めたのは「ゲーム」の勝者。1年に1度行われるゲームの大会で優勝し世界一となった3人の人間を、異星人の艦隊に迎え入れること。以来10年。異星人と各国政府の後押しを受け、人々は「ゲーム」に熱狂していた。
桟敷原雫は3年前にゲームの勝者となって宇宙へ旅立った兄を追う為、自身もまたゲームの勝者となることを望んでいた。チーム「ジュライ」を率い大会の勝者となるべく奮闘する彼女は、更なるチームの強化の為にかつて伝説のメカニックと呼ばれた少年・門倉聖一を仲間に引き入れようと彼の下を訪れ、そこで枕井冬湖と言う名の少女と出会う。

## 登場人物

### 「ジュライ」のメンバー
桟敷原 雫
15歳、高校1年の少女。
門倉 聖一

枕井 冬湖

小池 智香

## 既刊一覧
- 瀬尾つかさ（著）・菊池政治（イラスト）、富士見書房〈富士見ファンタジア文庫〉、全4巻
  - 『クジラのソラ 01』、2006年9月20日発売[1]、ISBN 4-8291-1862-8
  - 『クジラのソラ 02』、2007年1月20日発売[2]、ISBN 978-4-8291-1895-5
  - 『クジラのソラ 03』、2007年5月19日発売[3]、ISBN 978-4-8291-1930-3
  - 『クジラのソラ 04』、2007年11月20日発売[4]、ISBN 978-4-8291-1978-5